# Juan Carlos Lemus
Juan Carlos Lemus est un boxeur cubain né le 6 mai 1965.

## Carrière
Médaillé d'or en poids welters aux Jeux panaméricains d'Indianapolis en 1987, il récidive en super welters à La Havane en 1991 puis devient la même année champion du monde de boxe amateur à Sydney. Favori pour le titre olympique, il s'impose effectivement à Barcelone en 1992 après sa victoire en finale contre le Néerlandais Orhan Delibaş.

## Parcours auxJeux olympiques
Jeux olympiques d'été de 1992 à Barcelone (poids super-welters) :
- Bat Arkadiy Topayev (Équipe unifiée)
- Bat Markus Beyer (Allemagne) par arrêt de l'arbitre au 1er round
- Bat Igors Saplavskis (Lettonie) 12-2
- Bat György Mizsei (Hongrie) 10-2
- Bat Orhan Delibaş (Pays-Bas) 6-1